# Greer Hendricks
Greer Hendricks (San Francisco, ...) è una scrittrice statunitense di romanzi thriller.

## Biografia
Ha prima studiato al Connecticut College e poi ha ottenuto un master's degree in giornalismo alla Columbia University. Ha lavorato per due decadi all'inizio come giornalista e poi come vicepresidente alla Simon & Schuster. I suoi articoli sono stati pubblicati sul The New York Times, Allure, Publishers Weekly e altri.
Successivamente ha iniziato la carriera di scrittrice. Con Sarah Pekkanen ha scritto 4 romanzi che hanno conquistato la prima posizione tra i bestseller del The New York Times.
Vive a Manhattan, New York, con il marito e due figli.

## Opere
Romanzi scritti con Sarah Pekkanen:
- La moglie tra di noi, PIEMME, 2018, ISBN 9788858520512 (The Wife Between Us, St. Martin's Press, 9 gennaio 2017)
- La candidata perfetta, PIEMME, 2019, ISBN 9788858522219 (An Anonymous Girl, St. Martin's Press, 8 gennaio 2019)
- Le amiche che volevi, PIEMME, 2020, ISBN 9788858525463 (You Are Not Alone, St. Martin's Press,  3 marzo 2020)
- The Getaway, 30 aprile 2020
- The Golden Couple, St. Martin's Press, 8 marzo 2022

## Filmografia
Amblin Entertainment ha acquisito un'opzione per realizzare un film tratto da un adattamento di La moglie tra di noi. Per la stesura del copione sono state ingaggiate le due autrici del libro.
È stata venduta anche un'opzione per la realizzazione di una serie televisiva dei due romanzi La candidata perfetta e Le amiche che volevi, dove le due autrici saranno le produttrici esecutive.